# Conguillio nationalpark
Conguillio nationalpark är en nationalpark i Chile.   Den ligger i regionen Región de la Araucanía, i den södra delen av landet, 600 km söder om huvudstaden Santiago de Chile. Conguillio nationalpark ligger 1 941 meter över havet. Arean är 608 kvadratkilometer.
Terrängen runt Conguillio nationalpark är kuperad söderut, men norrut är den bergig. Conguillio nationalpark ligger uppe på en höjd. Runt Conguillio nationalpark är det glesbefolkat, med 8 invånare per kvadratkilometer..
I omgivningarna runt Conguillio nationalpark växer i huvudsak blandskog. Kustklimat råder i trakten. Årsmedeltemperaturen i trakten är 8 °C. Den varmaste månaden är februari, då medeltemperaturen är 18 °C, och den kallaste är augusti, med −1 °C. Genomsnittlig årsnederbörd är 1 649 millimeter. Den regnigaste månaden är juni, med i genomsnitt 264 mm nederbörd, och den torraste är januari, med 48 mm nederbörd.